# Szlovák Tudományos Akadémia
Slovenská akadémia vied (SAV) a legfelsőbb tudományos intézmény Szlovákiában.
Székhelye Pozsonyban a Štefánik utcában van. 1953. június 18-án alapították. Elődje a Szlovák tudományos és művészeti akadémia volt, melyet 1942-ben alapítottak.
Tudományos társaság létrehozására az első próbálkozások Bél Mátyás nevéhez fűződnek, aki 1735-ben Pozsonyba tervezte a Societas litteraria-t. 1771-ben Mária Terézia magyar királynő elé került azon javaslat, mely a berlini és a pétervári akadémia példájára szintén Pozsonyban tervezte volna az akadémia felállítását, azonban egyik tervezet sem valósult meg.
Az Osztrák–Magyar Monarchia idején, 1892-ben Andrej Kmeť próbálkozott szlovák tudományos társaság létrehozásával, melyről a Národné noviny hasábjain írt. 1942-ben alapították a Slovenská akadémia vied a umení-t (Szlovák tudományos és művészeti akadémia, röv. SAVU), melyet 1946 tudós társasággá degradáltak, majd az akadémia 1953-as létrehozásával megszűnt.
Hivatalos (parlamenti) iktatása az 1953/1. számú törvény által történt. Ekkor nevezték ki az első 12 akadémikust. Alapításakor 200, 1953 végére 663 alkalmazottja és 37 tudományos munkahelye volt, melyet főképp az elődintézmény struktúrájából vett át. Felosztása és szerkezete az évek során többször megváltozott. 1960 és 1992 között formálisan a Csehszlovák Tudományos Akadémia alá tartozott.
Tevékenységét a választott és levelezős tagok, akadémikusok és tudományos részlegei reprezentálják. Önigazgatási szervei a gyűlés, a tudományos tanács és az elnökség.
Jelenleg 70 részlege van, melyek 54 különböző tudományos szakfolyóiratot és 8 évkönyvet bocsátanak ki. Az akadémia mellett 49 tudományos szervezet működik.

## Magyar tagjai
- Bauer Győző (1942–2018) orvos, farmakológus, diplomata, a Szlovákiai Magyar Akadémiai Tanács volt elnöke
- Dusza János (1952) fizikus
- Frankovics Boldizsár (1927–2008) kibernetikus
- Kádasi Lajos (1952) genetikus
- Kolbenheyer Tibor (1917–1993) geofizikus, asztrofizikus
- Miklós László (1949) ökológus, politikus
- Mészáros András (1949) filozófus, egyetemi tanár